# Rockets
Rockets ist eine französische Spacerock-Band um den Schlagzeuger Alain Groetzinger, die 1972 in Paris gegründet wurde. In Italien, Frankreich, England, Niederlanden und Japan erreichte sie einen gewissen Kultstatus.

## Bandgeschichte
Die Band um den Schlagzeuger Alain Groetzinger mit wechselnder Besetzungen im Laufe der Jahre formierte sich 1972 in Paris zuerst unter dem Namen Crystal. Bereits 1974 benannten sie sich in Rocket Man (oder Rocketters) um. Erstmals traten sie als fünf Außerirdische mit grauen Augen, silbernen Köpfen und Weltraumanzügen auf, welches ihr Kennzeichen bis in die Gegenwart blieb. Ihre erste Single Rocket Man nahmen sie 1974 unter dem Produzenten Claude Lemoine auf, der es bis 1983 blieb. Bereits 1975 änderten sie ihren Namen wiederum in Rockets um und nahmen die Single Future Women auf.
Ihre erste Langspielplatte wurde 1976 in Frankreich veröffentlicht, zu der sie zahlreiche Werbetouren veranstalteten. In ihren spektakulären Liveshows verwendeten sie Vocoder, um die menschliche Stimme zu verfremden. Laser und Farbspots, sowie Rauch, Explosionen und Bazooka-Kampfstrahlen verwandelten die Bühne in eine phantastisch anmutende Weltraumumgebung. Ihre Langspielplatte On the Road Again wurde 1978 in zahlreichen Ländern veröffentlicht. Die US-amerikanische Veröffentlichung erschien unter dem Label Tom N’ Jerry.

## Aliasnamen
- Rockets
- Les Rockets
- Rockets, The
- Rocketters
- Rocket Man
- Rok-Etz
- Roketz
- Tom N’ Jerry’s Rockets

## Diskografie
| Jahr | Titel                                   |
| ---- | --------------------------------------- |
| 1976 | Rockets                                 |
| 1978 | On the Road Again                       |
| 1979 | Sound of the Future                     |
| 1979 | Plasteroid                              |
| 1980 | Live                                    |
| 1980 | Galaxy                                  |
| 1981 | P 3,14                                  |
| 1982 | Atomic                                  |
| 1984 | Imperception                            |
| 1986 | One Way                                 |
| 1992 | Another Future                          |
| 1992 | Galactica                               |
| 1996 | Greatest Hits                           |
| 1996 | Hits & Remixes                          |
| 2000 | Definitive Collection                   |
| 2003 | Original Greatest Hits                  |
| 2003 | Don’t Stop                              |
| 2006 | Back to Woad (Single)                   |
| 2007 | The Silver Years (7 CDs Spezialausgabe) |
| 2014 | Kaos                                    |
| 2019 | Wonderland                              |